# Михайлівська церква (Мирків)
Свя́то-Миха́йлівська це́рква (Це́рква Свято́го Архистрати́га Михаї́ла) — чинна дерев'яна парафіяльна церква у селі Мирків Луцького району Волинської області. Належить до Горохівського деканату Волинської єпархії Православної церкви України.
Збудована у 1750 році коштом парафіян. Пам'ятка архітектури місцевого значення, охоронний номер 2345-Вл.

## Історія

### Російська імперія
Перша дерев'яна церква на честь Архістратига Михаїла була збудована в селі 1750 року коштом місцевих парафіян. В архівних джерелах також зустрічається дата 1725 рік. До парафії належали села Лемешів та Верхостав, згодом і Рачин. У Державному архіві Житомирської області та Державному архіві Волинської області зберігаються метричні книги церкви, починаючи з 1797 року.
У 1882 році поруч із церквою звели дерев'яну дзвіницю. Станом на 1892 рік парафія налічувала 477 чоловіків та 530 жінок. Церкві належало понад 44 десятини землі, що дозволяло утримувати церковно-парафіяльну школу. Храм згадується у довіднику «Справочная книга о приходахъ и монастыряхъ Волынской епархіи» 1914 року видання.

### XX—XXI століття
У 1936 році церкву було капітально відремонтовано. Храм залишався чинним під час Другої світової війни. У повоєнний період парафію обслуговував священник Дмитро Вагатович, а з 1954 року — Михайло Рижковський.
У 1961 році радянська влада закрила храм і зняла його з реєстрації. Богослужіння було відновлено у 1991 році після проведення ремонту. З моменту відкриття настоятелем був протоієрей Йосип Стецяк, а в листопаді 2002 року його змінив ієрей Михайло Поліщук.

#### Перехід до Православної церкви України
На початку 2019 року релігійна громада села розпочала процес переходу з УПЦ (МП) до ПЦУ. 18 лютого відбулися перші парафіяльні збори, на яких настоятель храму попросив час на роздуми. 10 березня 2019 року на повторних зборах 74 учасники проголосували «за» приєднання до ПЦУ, двоє були «проти», троє «утрималися». За іншими даними, з 85 присутніх 51 особа висловилася за вихід зі складу УПЦ (МП), голосів «проти» чи «утримався» не було.
11 березня 2019 року митрополит Луцький і Волинський Михаїл видав указ про прийняття громади до складу Волинської єпархії ПЦУ. Згодом громада була офіційно перереєстрована, що підтверджено у переліку Волинської обласної військової адміністрації.

## Архітектура
Церква дерев'яна, тризрубна, одноверха. Збудована в традиційних формах волинської школи дерев'яного зодчества. З півночі від храму розташована дерев'яна двоярусна дзвіниця, зведена у 1882 році.
Наказом Міністерства культури та інформаційної політики України від 19 квітня 2024 року № 295 церкву внесено до Державного реєстру нерухомих пам'яток України як пам'ятку архітектури місцевого значення (охоронний номер 2345-Вл).

## Галерея

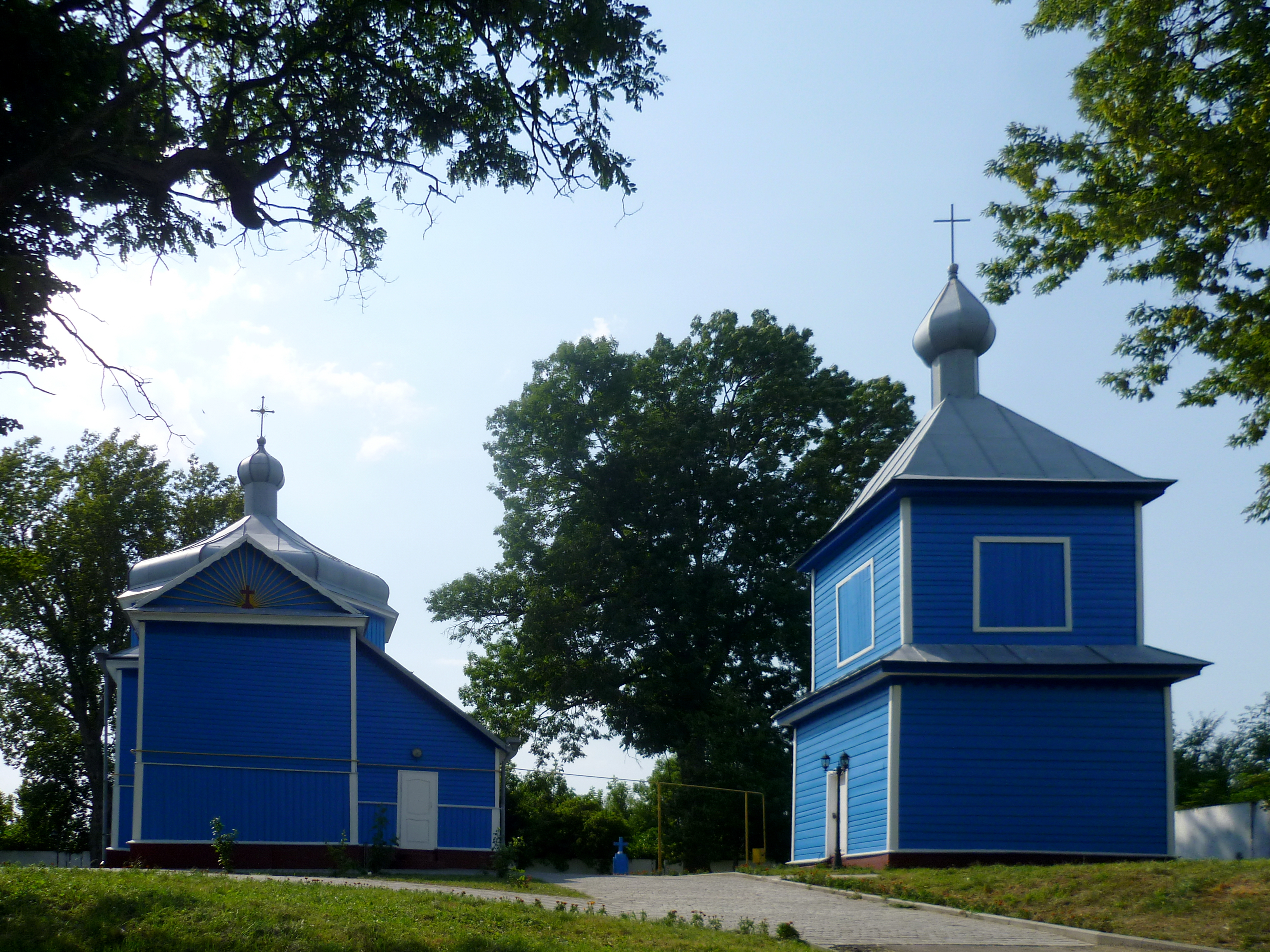
Вигляд зі сходу
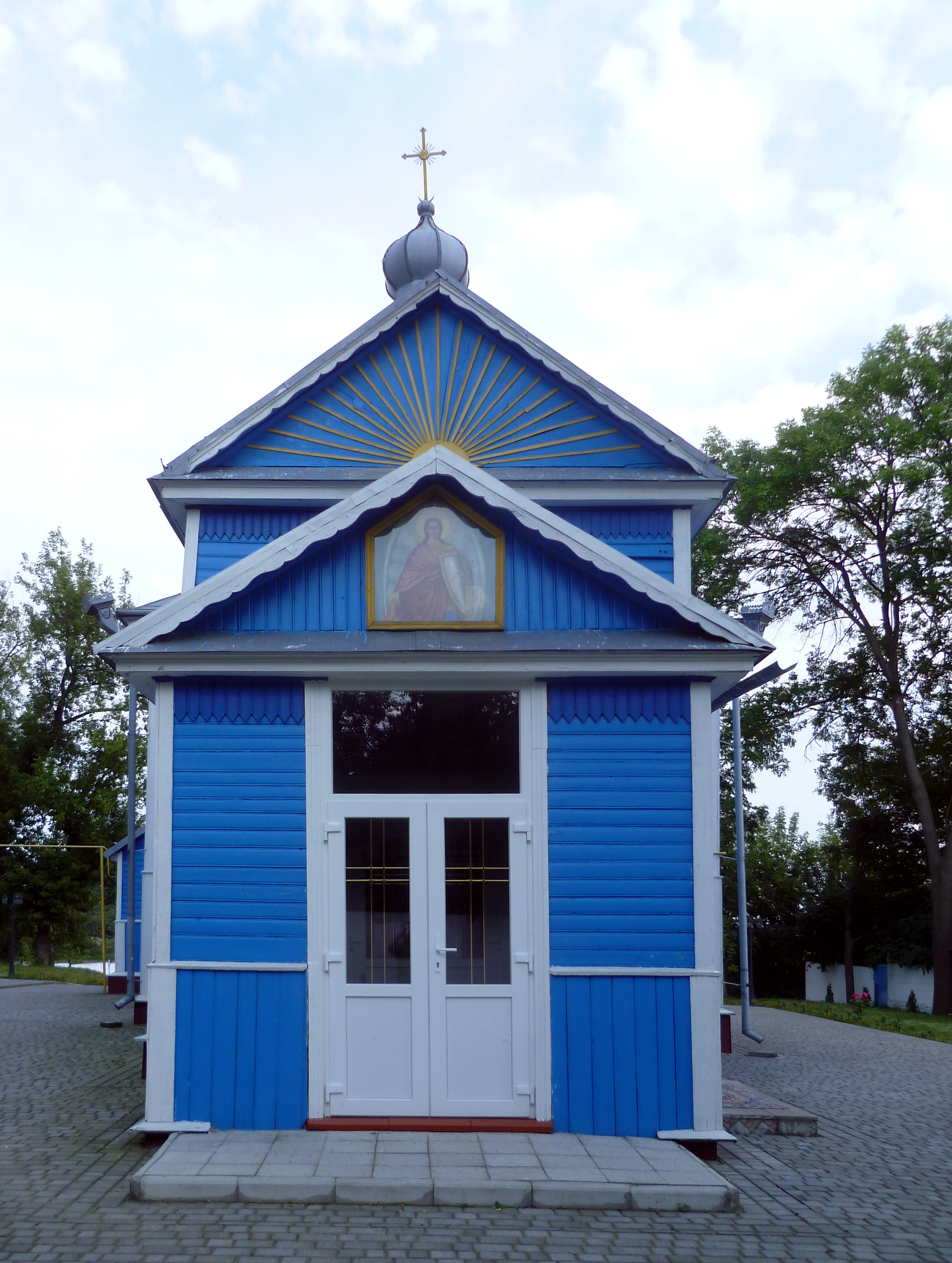
Вигляд із заходу
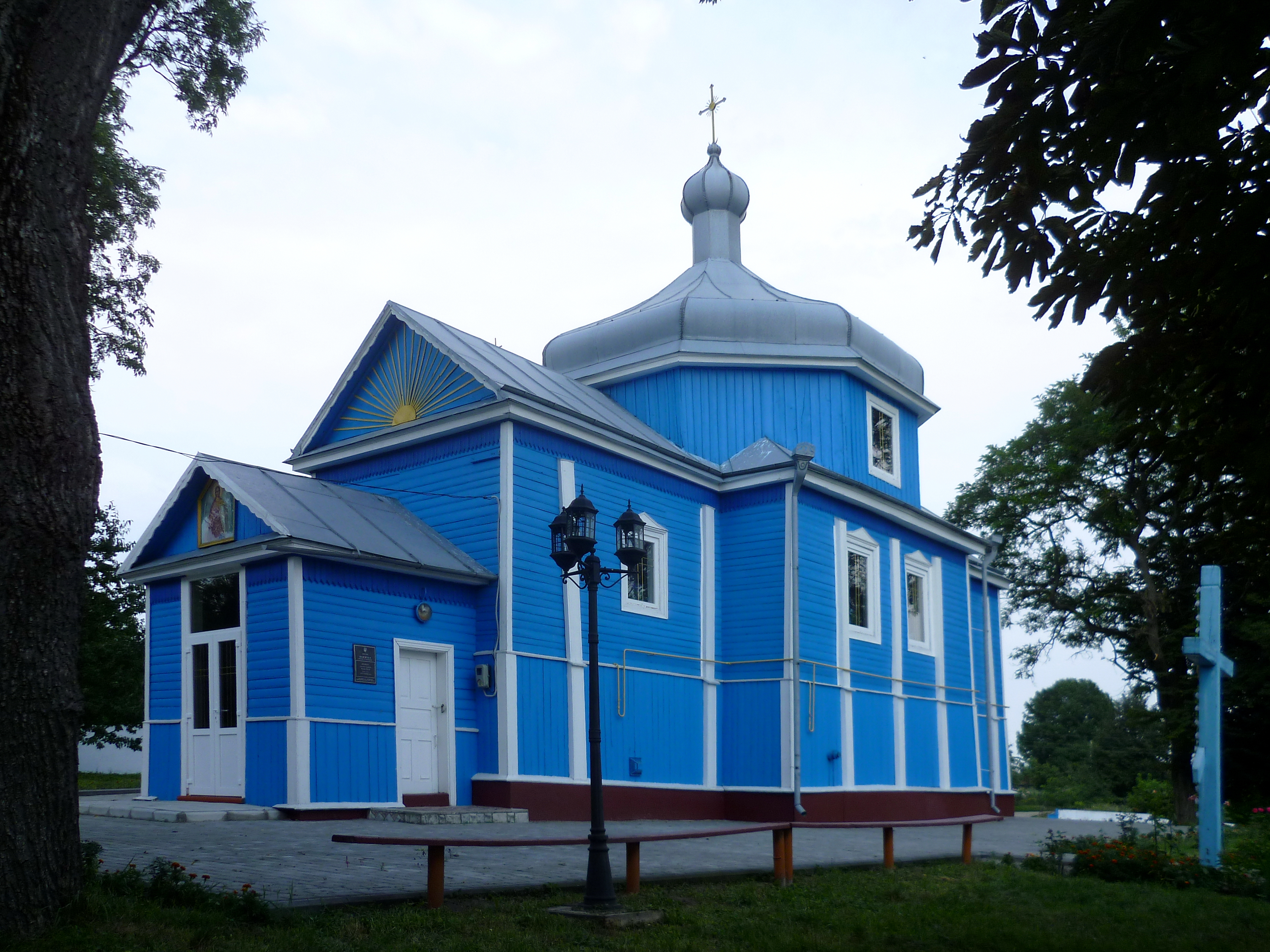
Вигляд з південного заходу
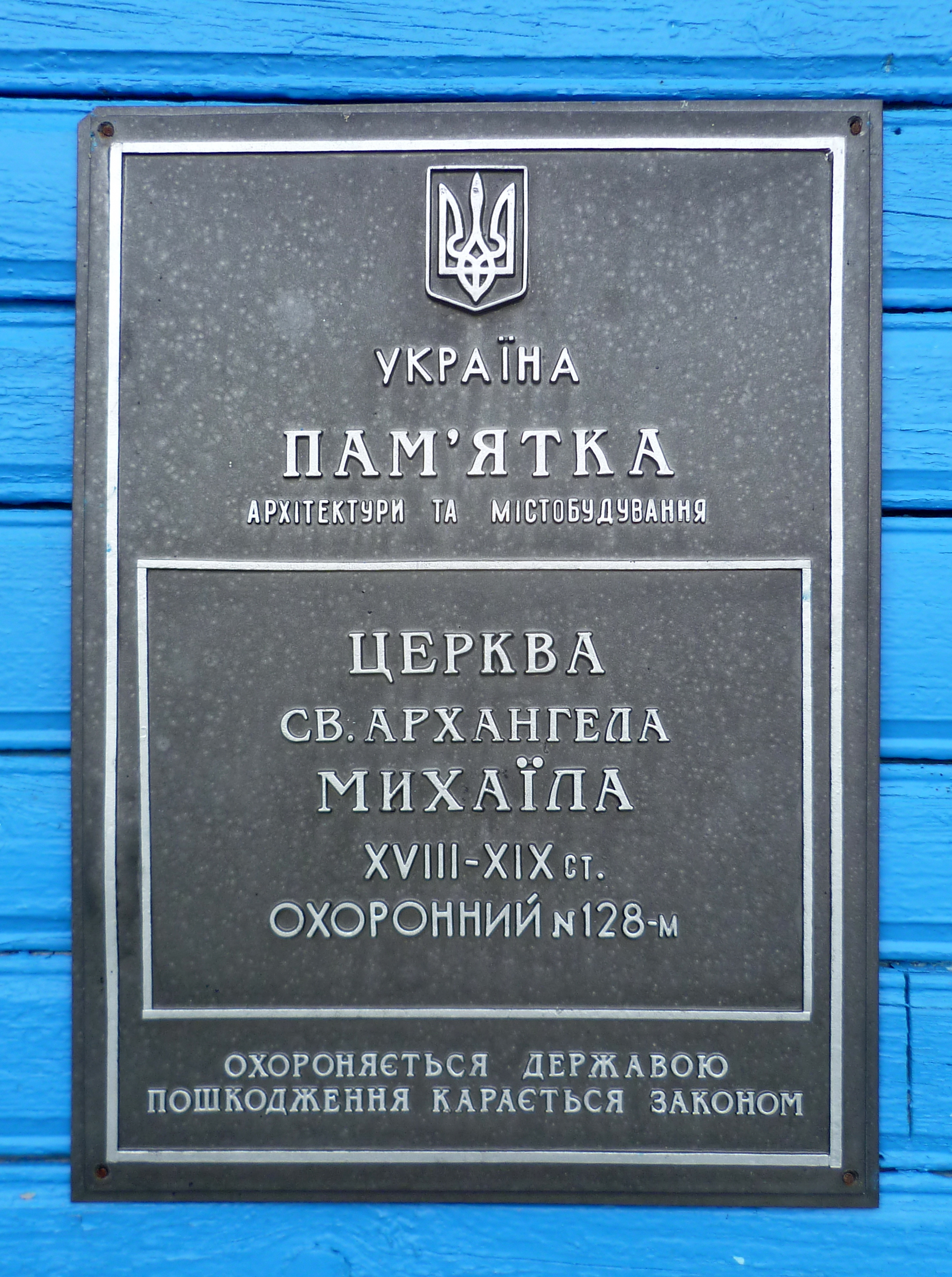
Охоронна дошка